# Zoë Saldaña
Zoë Saldaña-Perego, eller Zoe Saldana, född Zoe Yadira Saldaña Nazario 19 juni 1978 i Passaic, New Jersey, är en amerikansk skådespelare med dominikanskt ursprung. Hon är bland annat känd för sin medverkan i Avatar-filmerna. För sin insats i filmen Emilia Pérez fick hon en Golden Globe och en Oscar för bästa kvinnliga biroll.
Saldaña är sedan 2013 gift med italienfödde Marco Perego-Saldaña. Hon har med honom tre söner, varav de två äldsta är tvillingar.

## Filmografi (i urval)
- 2000 – Center Stage
- 2001 – Get Over It
- 2001 – Snipes
- 2002 – Crossroads
- 2002 – Drumline
- 2003 – Pirates of the Caribbean: Svarta Pärlans förbannelse
- 2004 – Law & Order: Special Victims Unit (TV-serie) (1 avsnitt)
- 2004 – The Terminal
- 2004 – Haven
- 2004 – Temptation
- 2005 – Constellation
- 2005 – Guess Who
- 2005 – Dirty Deeds
- 2006 – Premium
- 2006 – Ways of the Flesh
- 2006–2007 – Six Degrees (TV-serie) (5 avsnitt)
- 2007 – After Sex
- 2007 – Blackout
- 2008 – Vantage Point
- 2008 – The Skeptic
- 2009 – Star Trek
- 2009 – Avatar
- 2010 – Death at a Funeral
- 2010 – Burning Palms
- 2010 – The Losers
- 2010 – Takers
- 2011 – The Heart Specialist
- 2011 – Colombiana
- 2012 – The Words
- 2013 – Blood Ties
- 2013 – Star Trek Into Darkness
- 2013 – Out of the Furnace
- 2014 – Infinitely Polar Bear
- 2014 – Guardians of the Galaxy
- 2014 – Manolos magiska resa (röst)
- 2016 – Nina
- 2016 – Star Trek Beyond
- 2017 – Live by Night
- 2017 – Guardians of the Galaxy Vol. 2
- 2017 – My Little Pony: The Movie (röst)
- 2018 – Avengers: Infinity War
- 2018 – I Kill Giants
- 2019 – Avengers: Endgame
- 2021 – Vivo
- 2022 – The Adam Project
- 2022 – Avatar: The Way of Water
- 2023 – Guardians of the Galaxy Vol. 3
- 2023 – Special Ops: Lioness (TV-serie)
- 2024 – Emilia Pérez
- 2025 – Elio (röstroll)
- 2025 – Avatar: Fire and Ash